# Pontechianale
Pontechianale (piemontesisch Pontcianal, okzitanisch Pont e la Chanal) ist eine italienische Gemeinde in der Provinz Cuneo (CN) in der Region Piemont. 

## Lage und Einwohner
Pontechianale liegt 65 km nordwestlich von der Provinzhauptstadt Cuneo entfernt im oberen Valle Varaita, der Hauptort Maddalena am Einlauf des Flusses Varaita in den Stausee Lago Pontechianale, der durch eine im Jahr 1942 errichtete Staumauer bei Castello entstanden ist. Im Westen grenzt die Gemeinde an Frankreich. Das Gemeindegebiet umfasst eine Fläche von 95,7 km² und hat 178 Einwohner (Stand 31. Dezember 2023). Die Gemeinde besteht aus den Fraktionen Maddalena (Hauptort), Castello, Villaretto, Rueite, Genzana, Forest und Chianale. 
Chianale ist Mitglied der Vereinigung I borghi più belli d’Italia (Die schönsten Orte Italiens). Auf dem Gebiet der Gemeinde liegt der Alevè-Wald, der größte Pinienwald Europas.
Die Nachbargemeinden sind Bellino, Casteldelfino, Crissolo, Molines-en-Queyras (F), Oncino, Abriès-Ristolas mit Ristolas, Saint-Paul und Saint-Véran (F).

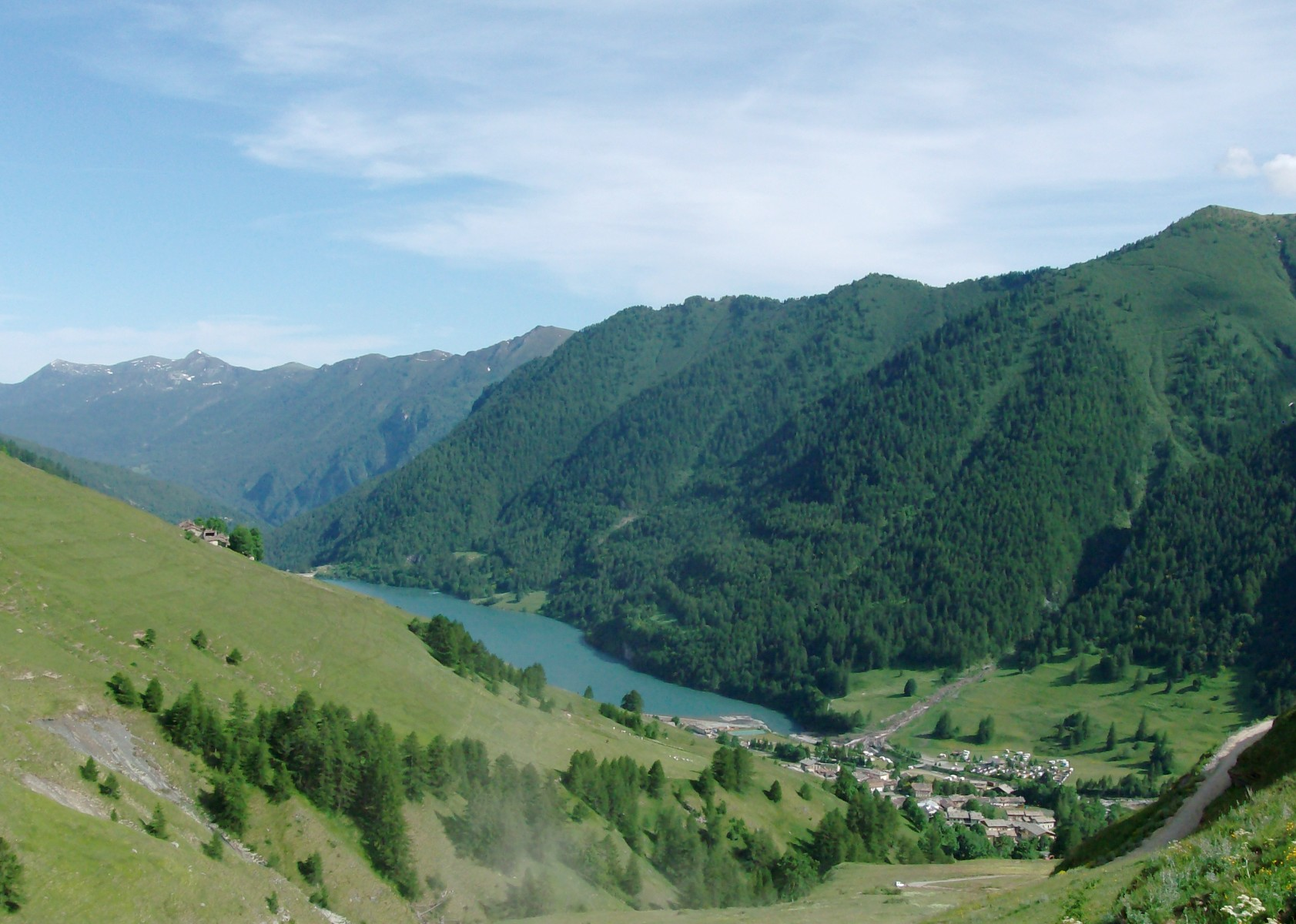
Hauptort Maddalena am Lago Pontechianale

## Geschichte

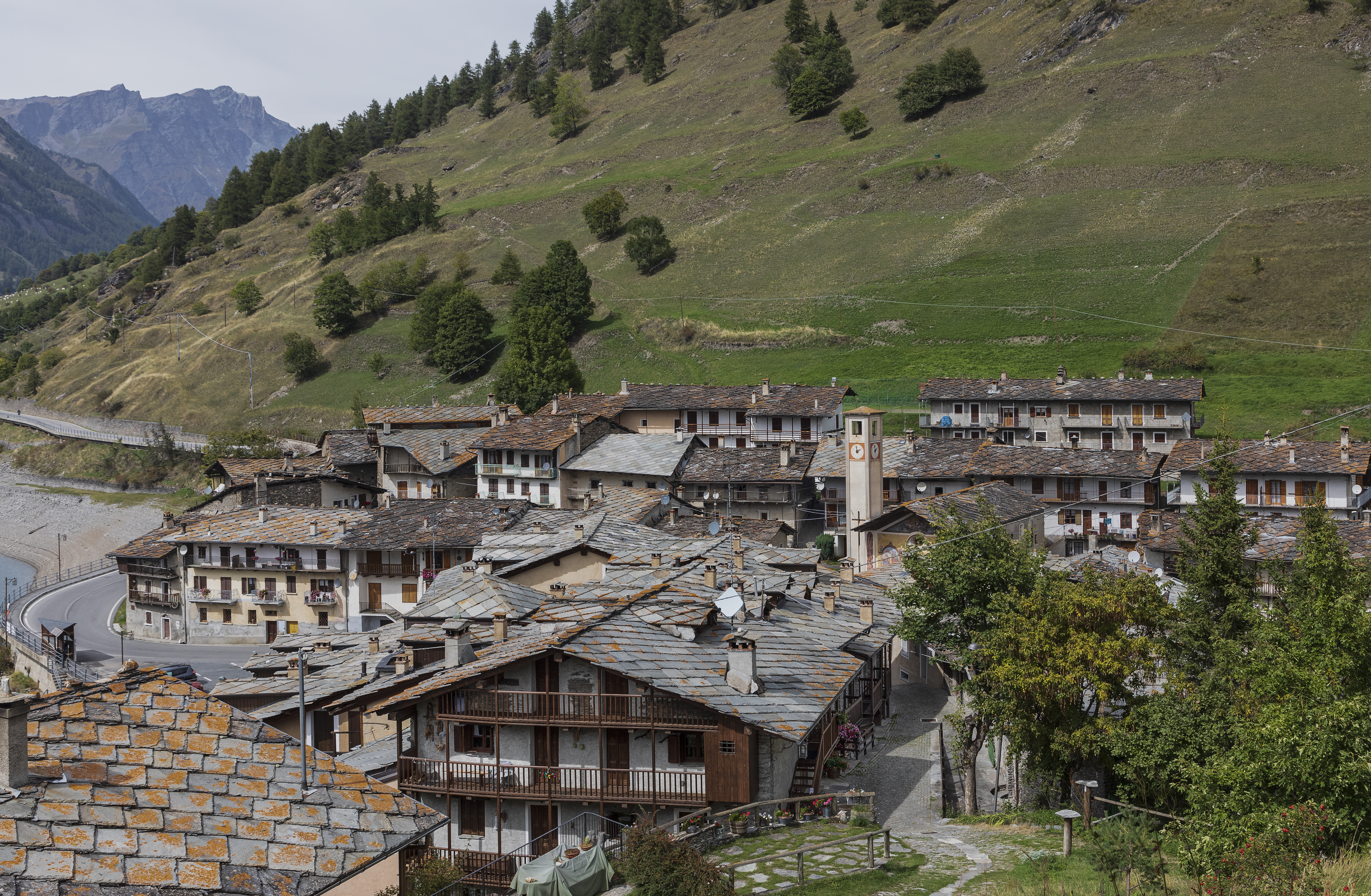
Chianale

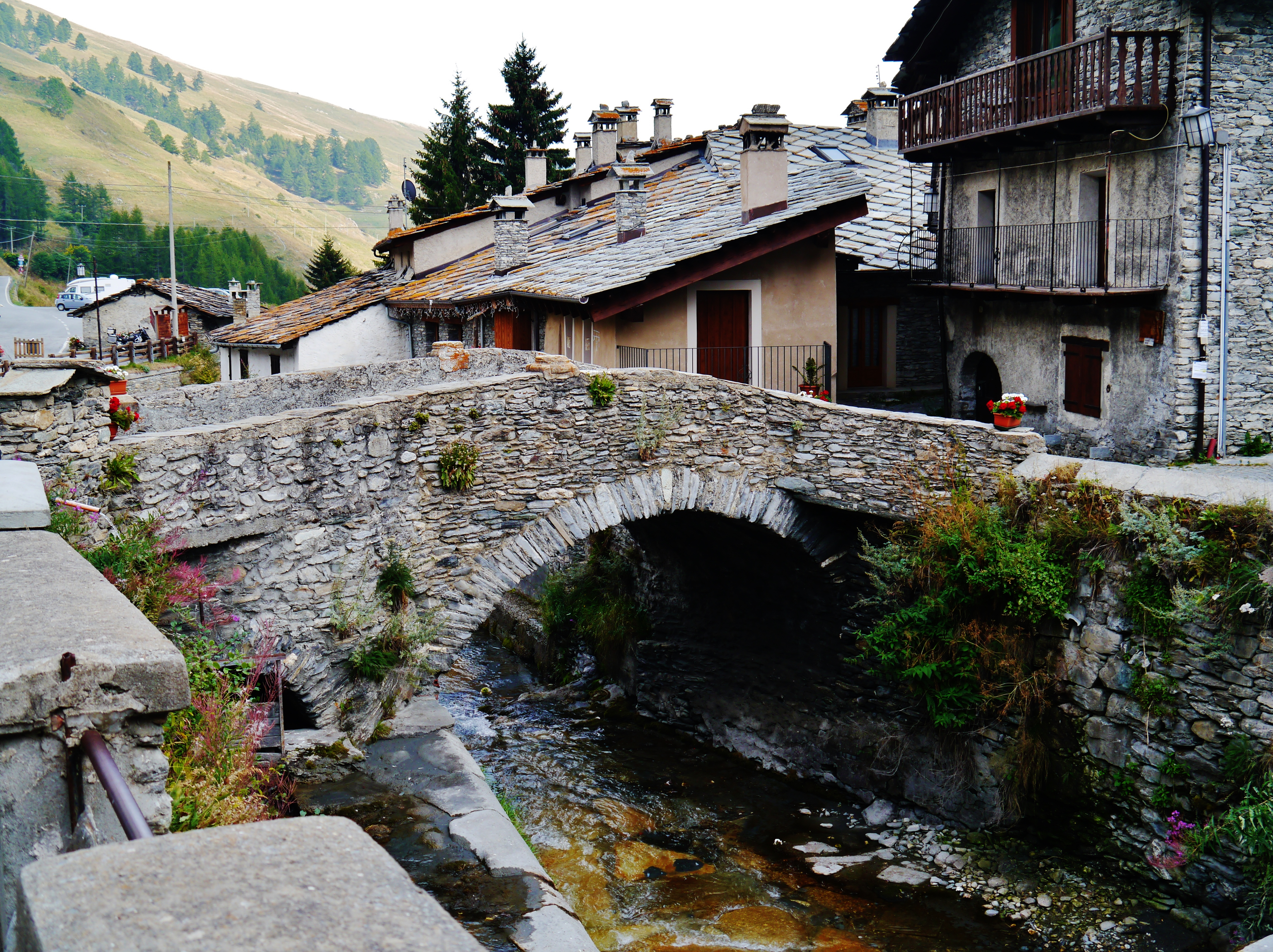
Chianale

Der Ortsname scheint sich aus der Zusammensetzung zweier Adjektive zu ergeben. „Brücke“ und „Kanal“, Namen, die sich jeweils auf das alte bewohnte Zentrum und auf einen der heutigen Standorte der Gemeinde beziehen. Mittelalterliche Dokumentation berichtet über „Pontum“, von offensichtlicher Bedeutung. Unter der Herrschaft der Bischöfe von Turin war es ein Lehen der Herren von Pont im 12. Jahrhundert. Es wurde dann mit Casteldelfino und Brossasco vereinigt, deren Schicksal es folgte.
Im Jahr 1190 kam es an die Markgrafen von Saluzzo und blieb bei ihnen bis zur Übernahme dieser Ländereien durch die Savoyer. Im Jahr 1743 kam es hier zu Zusammenstößen zwischen savoyischen und französisch-spanischen Truppen.
Die Burg, die seit 1276, dem Jahr ihrer Erbauung, als Barriere zum Val Varaita fungierte, sind noch wenige Ruinen als Zeugnis ihrer mittelalterlichen Bauweise erhalten geblieben. Die Kirche San Lorenzo, die einen kostbaren geschnitzten Holzaltar aus dem 18. Jahrhundert beherbergt und die Kirche Sant’Antonio im romanischen Stil mit einem wertvollen originalen Glockenturm sind historisch wertvolle Bauten in der Gemeinde. Der Ponte Vecchio ist eine steinerne Brücke im Weiler Chianale, der auch auf dem Wappen der Gemeinde zu sehen ist.

## Giro d’Italia
Chianale war dreimal das Ziel des Giro d’Italia:
| Jahr | Etappe | Start                  | Km  | Sieger Etappe          | Maglia Rosa     |
| ---- | ------ | ---------------------- | --- | ---------------------- | --------------- |
| 1993 | 17     | Varazze                | 223 | Italien Marco Saligari | Miguel Indurain |
| 1995 | 19     | Mondovì                | 130 | Pascal Richard         | Tony Rominger   |
| 2003 | 18     | Santuario di Vicoforte | 174 | Dario Frigo            | Gilberto Simoni |